# Dhani Lennevald
John Dhani Lennevald (Stoccolma, 24 luglio 1984) è un cantante svedese, ex membro del gruppo A*Teens.

## Carriera
Nel 1998 sigla un contratto discografico con la Stockholm Records (parte della Universal Music Group) e diventa membro del quartetto A-Teens. Nel 1999 il gruppo esordisce con il singolo Mamma Mia, cover degli ABBA. Il primo disco The ABBA Generation, viene pubblicato nel 2000 e vende circa 4 milioni di copie.
Nel 2004 il gruppo si scioglie.
Lennevald esordisce da solista con il singolo Girl Talk nel 2004. Nel 2005 scioglie il contratto con Universal Music. Lavora come autore e produttore.